# Cours-de-Pile
Cours-de-Pile település Franciaországban, Dordogne megyében. Lakosainak száma 1563 fő (2022. január 1.). Cours-de-Pile Creysse, Bergerac, Saint-Germain-et-Mons és Saint-Nexans községekkel határos.

## Népesség
A település népességének változása:
| Lakosok száma | 628  | 1203 | 1329 | 1415 | 1562 | 1612 | 1578 | 1563 | 1558 | 1563 |
|               | 1968 | 1982 | 1990 | 2006 | 2013 | 2015 | 2017 | 2019 | 2020 | 2022 |